# جيمس فريزر
چيمس چورج فريزر (بالإنجليزية:  James George Frazer)‏ أخد لقب سير (Sir)، (ولد في جلاسجو، اسكوتلاندا، 1 يناير سنة 1854- توفى في جلاسجو، اسكوتلندا 7 مايو سنة 1941 م). عالم أنثروبولوجيا إسكوتلندي كبير. الف كتابه المشهور والضخم «الغصن الذهبي» (The Golden Bough) وهو عباره عن دراسه في السحر والدين (1890). وضح فيه إن كثير من الاساطير الدينية والشعائر الدينية أصلها منذ أيام ظهور الزراعة في عصر ما قبل التاريخ. وإن التطور العقلي البشري مر بثلاث مراحل: السحر البدائي، والدين، والعلم.
من كتبه المهمة الأخرى: «الطوطميه والزواج بغير ذوي القربى» Totemism and Exogamy و «الطوطميه» Totemism عن نظام الطوطم في المجتمعات البدائية. كتب بطريقه أدبيه شيقه. مؤلفاته كان لها اثر كبير في تطور علم الانثروبولوجيا وعلى العالم النفسي الكبير فرويد الذي ألف كتاب «طوطم وطابو».

## عمله
أضاف فريزر دراسة الأسطورة والدين إلى مجالات خبرته. لم يسافر فريزر على نطاق واسع، باستثناء زيارته إلى إيطاليا واليونان. اعتمد فريزر على السجلات التاريخية القديمة والاستبيانات المُرسلة إلى المبشّرين والمسؤولين الإمبراطوريين في جميع أنحاء العالم، باعتبارها مصادره الأساسية لجمع البيانات. بدأ اهتمام فريزر بالأنثروبولوجيا الاجتماعية بعد قراءته لكتاب إدوارد بيرنت تايلور الثقافة البدائية (1871) وتشجيع صديقه الباحث في الكتاب المقدّس ويليام روبرتسون سميث له؛ الذي كان يعمل على مقارنة عناصر العهد القديم مع الفلكلور العبري المبكر.
اعتُبر فريزر أول العلماء الذين وصفوا العلاقات بين الأساطير والطقوس بالتفصيل. لم تؤكّد الدراسات الميدانية رؤيته فيما يتعلّق بالتضحية السنوية للملك المقدّس. وعلى الرغم من ذلك، أصدر فريزر دراسة الغصن الذهبي التي بحث فيها في مجال العقائد والطقوس والأساطير وأوجه الشبه بينهم في المسيحية المبكّرة؛ بحث جامعو الأساطير الحديثين في هذه الدراسة على مدى عدّة قرون بسبب احتواءها على معلومات تفصيلية.
نُشرت الطبعة الأولى من دراسته في عام 1890، إذ كانت مكوّنة من مجلّدين؛ بينما نُشرت الطبعة الثانية في عام 1900، واحتوت ثلاثة مجلّدات. انتهى العمل على الطبعة الثالثة في عام 1915، إذ تكوّنت من 12 مجلدًا قبل أن يُضاف المجلد الثالث عشر المكمّل في عام 1936. نُشرت طبعةً مختصرةً مؤلّفةً من مجلد واحد في عام 1922، إذ أعدّت هذه الطبعة زوجته ليدي فريزر مستبعدةً بعض المعلومات المثيرة للجدل حول المسيحية. تجاوز تأثير عمله الحدود التقليدية للأوساط الأكاديمية، إذ ألهم الأعمال الجديدة للعديد من علماء النفس والأطباء النفسيين. استشهد مؤسس مدرسة التحليل النفسي سيغموند فرويد بالطوطمية والزواج الخارجي مرارًا وتكرارًا في كتابه الطوطم والتابو: التشابه بين الواقع النفسي للبدائيين والعصابيين.
استطاع فريزر جذب أجيال من الفنانين والشعراء من خلال فكرته المتعلّقة بدورة الحياة الرمزية والموت والانبعاث؛ الفكرة التي تكهّن بها بعد دراسته لأساطير العديد من الشعوب. ولعل أبرز نتائج هذا الانجذاب هي قصيدة ت. س. إليوت الأرض اليباب (1922).
أنتقد باحثو أواخر القرن العشرين أعمال فريزر الرائدة. على سبيل المثال، كتب عالم الأنثروبولوجيا الاجتماعية إدموند ليتش سلسلةً من المقالات النقدية خلال ثمانينيات القرن المنصرم، إذ نُشرت أبرزها في مجلّة الأنثروبولوجيا اليوم ضمن المجلّد الأول (1958). انتقد ليتش الغصن الذهبي بسبب احتواءه على المقارنات واسعة النطاق مستمدّة من ثقافات متباعدة. استند ليتش في أغلب تعليقاته على طبعة فريزر المختصرة، التي لا تشير إلى التفاصيل الأثرية الداعمة لكلامه.  كتب جاي. دي. هاوكنز مراجعةً إيجابيةً لكتاب ركّز بشكل خاص على العبادة في مدينة حريك الحيثية، إذ علّق قائلًا في عام 1973: «إنّ العمل برمّته منهجي للغاية، ومتقيّد بالأدلة الوثائقية المذكورة تقيّدًا وثيقًا؛ الأمر الذي لم يكن مألوفًا لدى السير الراحل جيمس فريزر». وفي الآونة الأخيرة، تعرّض الغصن الذهبي لانتقادات تزعم احتواءه على ما يُقال بأنها عناصر إمبريالية ومعادية للكاثوليكية وطبقية وعنصرية، بما في ذلك افتراضات فريزر القائلة بتمثيل كل من الفلاحين الأوروبيين والأستراليين الأصليين والأفريقيين للمراحل المتحجّرة والمبكّرة من التطور الثقافي.
يُعتبر تعقيب فريزر على وصف المسافر اليوناني باوسانياس لليونان في منتصف القرن الثاني الميلادي أحد أعمال فريزر الهامة، إذ تضمّن تعقيبه هذا ستّة مجلدات. أضافت الحفريات الأثرية الكثير إلى معرفتنا حول اليونان القديمة منذ زمن فريزر؛ إلا أن العلماء مازالوا يعتقدون بأهمية مناقشاته التاريخية والطبوغرافية المفصّلة لمواقع مختلفة، بالإضافة إلى إفادات شهود عيان القرن التاسع عشر في اليونان التي تكلّم عنها.[بحاجة لمصدر]

## روابط خارجية
- جيمس فريزر على موقع الموسوعة البريطانية (الإنجليزية)
- جيمس فريزر على موقع إن إن دي بي (الإنجليزية)
- جيمس فريزر على موقع ديسكوغز (الإنجليزية)